# Ber van Perlo
Ber van Perlo (* 22. Juni 1936 in Nijmegen, Niederlande) ist ein niederländischer Vogelillustrator und Autor.

## Leben
Nach einem Studium der Landschaftsarchitektur an der Universität Wageningen arbeitete van Perlo von 1964 bis 1991 als Landschaftsarchitekt und Raumplaner für die Staatsbosbeheer (Niederländische Staatsforstverwaltung). Nach einem Besuch in Kenia begann er 1982 als professioneller Vogelillustrator. Es gab zu dieser Zeit keinen gedruckten Vogelführer, in dem alle Vogelarten Ostafrikas illustriert und insbesondere die Zugvögel aus Europa und Asien aufgeführt waren. Aus diesem Grund ging van Perlo 1984 auf seine zweite Vogelerkundungstour durch Kenia, wo er Vogelskizzen und Verbreitungskarten für einen geplanten Feldführer anfertigte. Van Perlo verwendete für die erste Version der Farbtafeln Farbbleistifte. Als er 1987 vom Verleger HarperCollins die Zusicherung erhielt, dass sein Feldführer gedruckt wird, zeichnete er die Farbtafeln erneut in Gouache. 1991 schied van Perlo aus dem Staatsdienst aus und zog nach Kenia, wo er im Nationalmuseum Nairobi Vogelbälge studierte und skizzierte. 1995 erschien van Perlos erstes Buch Field Guide Birds of Eastern Africa, in dem 450 Arten illustriert sind. 1999 folgte Birds of Southern Africa, in dem 1250 afrikanische Vogelarten illustriert und beschrieben sind. Insgesamt zeichnete van Perlo über 7000 Vogelarten aus Afrika, Asien, Mexiko, Mittelamerika, Südamerika, Neuseeland, Hawaii sowie aus dem Zentral- und Westpazifik. Neben seinen eigenen Feldführern illustrierte van Perlo auch Werke anderer Autoren, darunter Birds of the Indian Subcontinent von Krys Kazmierczak, Rails – A Guide to Rails, Crakes, Gallinules and Coots of the World von Barry Taylor und The Megapodes von Darryl N. Jones, René W. R. J. Dekker und Cees S. Roselaar.

## Werke (Auswahl)
- Collins Field Guide – Birds of Eastern Africa, 1995
- Bird Families of the World: The Megapodes, 1995 (nur Illustrator)
- Rails – A Guide to Rails, Crakes, Gallinules und Coots of the World, 1998 (nur Illustrator)
- Collins Field Guide – Birds of Southern Africa, 1999 (Neuauflage im Jahr 2009)
- Swifts: A Guide to the Swifts and Treeswifts of the World, 2000 (nur Illustrator)
- Birds of the Indian Subcontinent – A field guide to the birds of India, Sri Lanka, Pakistan, Nepal, Bhutan, Bangladesh, and the Maldives (nur Illustrator)
- Birds of Western and Central Africa, 2002
- A Field Guide to the Birds of Mexico and Central America, 2006
- Birds of Serra dos Tucanos, 2008
- A Field Guide to the Birds of Brazil, 2009
- Birds of New Zealand, Hawaii, Central and West Pacific, 2011
- Birds of South America: Passerines (Collins Field Guide), 2015
- (mit Norman Arlott) The Complete Birds of the World: Every Species Illustrated, 2021